# Декрет о предупреждении социального иждивенчества
Декрет Президента Республики Беларусь № 3 «О предупреждении социального иждивенчества», более известный как Декрет о тунеядстве — декрет, изданный Президентом Республики Беларусь Александром Лукашенко 2 апреля 2015 года.
Основной целью декрета было заявлено стремление государства компенсировать расходы на социальные услуги, оказывавшиеся гражданам, которые не платили налоги, или же платили их не в полной мере. При всём этом отмечается, что сумма сбора на финансирование государственных расходов будет небольшой.
Президент Республики Беларусь Александр Лукашенко:

Декрет был направлен на ликвидацию сложнейшей проблемы — социального иждивенчества. Решение этой проблемы виделось в стимулировании трудоспособных граждан, которые могут и должны работать, к легальной трудовой деятельности и обеспечению исполнения конституционной обязанности по участию в финансировании госрасходов.

## История
15 мая 1961 года был принят Указ Президиума Верховного Совета Белорусской ССР «Об усилении борьбы с лицами, уклоняющимися от общественного полезного труда и ведущими антиобщественный, паразитический образ жизни», который подписали председатель Президиума Верховного Совета БССР В. Козлов и секретарь Д. Лукашевич.
О том, что власти Республики Беларусь собираются ввести налоговый сбор с безработных людей, заявлял еще в 2013 году премьер-министр Белоруссии Михаил Мясникович.
2 апреля 2015 года Президент Республики Беларусь Александр Лукашенко издал декрет № 3 «О предупреждении социального иждивенчества».
6 декабря 2016 года на совещании у главы государства вице-премьер Наталья Кочанова доложила, что Советом Министров Республики Беларусь во взаимодействии с Администрацией Президента был проведён мониторинг реализации декрета, который показал, что он является актуальным, объективным и необходимым, оказывает положительное воздействие на сферу труда и занятости, вовлечение в легальную экономическую деятельность незанятого населения. Александр Лукашенко заявил, что декрет о «тунеядстве» доработают, но отменять его не будут.
12 января 2017 года Лукашенко подписал декрет № 1, который внёс изменения в декрет «О предупреждении социального иждивенчества». Был уточнён список тех, кто освобождён от уплаты сбора на финансирование государственных расходов. Из числа «социальных иждивенцев» были исключены:
- Находящиеся в составе сборной Белоруссии по видам спорта,
- Безработные, стоящие на учёте в центре занятости или проходящие обучение по направлению органа по труду, занятости и соцзащите,
- Проходящие альтернативную службу,
- Родители, воспитывающие детей в возрасте до 7 лет, при условии, что ребенок не посещает заведение дошкольного образования,
- Люди, находящиеся в трудной жизненной ситуации,

Кроме того, крайний срок направления налоговыми органами извещений о выплате сбора был изменён с 1 ноября 2016 года на 20 января 2017 года, а срок его выплаты — с 1 декабря 2016 года на 20 февраля 2017 года.
Налоговые органы направили порядка 470 тыс. извещений на выплату сбора за «тунеядство».
20 февраля 2017 года закончился крайний срок выплаты сбора. Налог заплатили только 54 тыс. человек, что составило около 11,5 % от всех граждан, получивших извещение. В бюджет поступило 16,3 млн белорусских рублей. Некоторое количество граждан обратилось в местные органы власти с заявлениями об освобождении от уплаты сбора.
9 марта 2017 года Лукашенко приостановил действие декрета до 2018 года, выступив с заявлением о том, что чиновники исполняют его «отвратительно и безответственно», и что декрет требует некоторой корректировки.

## Основные положения
Декретом № 3 «О предупреждении социального иждивенчества» устанавливается обязанность граждан Белоруссии, иностранных граждан, находящихся на постоянном месте жительства на территории Белоруссии, и людей без гражданства, которые не участвовали в финансировании государственных расходов, или участвовали менее 183 календарных дней за прошедший год, выплатить государству сбор в размере 20 базовых величин.
На выплату сбора отводится 30 дней с момента получения извещения. Письмо считается врученным по прошествии 10 дней с момента отправки.
За неуплату или несвоевременную выплату сбора предусматривается административная ответственность. В этом случае составляется протокол, и дело направляется в суд, которым принимается решение о привлечении к административной ответственности в виде штрафа от 2 до 4 базовых величин, либо об административном аресте. В случае административного ареста, лицо в обязательном порядке привлекается к общественно полезным работам, после которых сумма на финансирование государственных расходов считается выплаченной. Административный арест может налагаться на срок до 15 суток.

## Изменения
25 января 2018 года был подписан Декрет №1 «О содействии занятости населения», который внес изменения в Декрет № 3 «О предупреждении социального иждивенчества».

Начиная с 1 января 2019 года трудоспособные граждане, не занятые в экономике, должны оплачивать коммунальные услуги в полном объеме.
Принудительный труд запрещается, кроме работы или службы,
определяемой приговором суда или в соответствии с законом
о чрезвычайном и военном положении.

## Критика декрета
По правовой оценке, сделанной правозащитным центром «Правовая помощь населению» (Украина) в 2015 году, декрет № 3 не соответствует Конституции, международным договорам и иным законодательным актам Республики Беларусь.

## Последствия

### Акции протеста
17 февраля 2017 года в центре Минска состоялся «Марш рассерженных белорусов» против декрета, на который, по данным различных источников, вышло от 2 до 10 тыс. человек. Организаторами акции протеста стали белорусские оппозиционные политики Николай Статкевич, Владимир Некляев и другие. Участники скандировали «Нет — декрету №3», «Жыве Беларусь!». Марш прошёл от Октябрьской площади по проспекту Независимости до здания Министерства по налогам и сборам Республики Беларусь, возле которого состоялся короткий митинг.
Через день, 19 февраля крупный митинг против декрета № 3 состоялся в Гомеле — втором по размеру городе Белоруссии. Колонна людей во главе с представителями политических и профсоюзных движений прошла от площади Восстания по Советской улице до площади Ленина Звучали политические лозунги, лозунги против «налога на тунеядство». Участники акции скандировали «Нет декрету номер три! Лукашенко уходи».
В Могилёве в акции протеста приняли участие полторы тысячи человек. Она прошла на Ленинской улице в центре города.
В остальных городах Белоруссии акции 19 февраля подготовлены не были, однако после Гомельского протеста люди стихийно начали собираться в 14 часов в центре Бреста, Гродно и Витебска.
Очередная волна протестов прокатилась по городам Белоруссии 26 февраля. Крупнейший митинг состоялся в Витебске. В нём приняло участие около тысячи человек. Сотни человек вышли на акции протеста в Бобруйске, Барановичах, и около тысячи в Бресте.
Также акции протеста прошли 5, 10 (Молодечно), 11, 12, 15 и 25 марта.